# Corps slave
Le Corps slave (russe : Славянский Корпус) est une société militaire privée, enregistrée à Hong Kong, qui a combattu au cours de la guerre civile syrienne.

## Formation
Au printemps 2013, des annonces d'emploi par une société établie à Hong Kong sont apparues sur divers sites webs en rapport aux armées russes. Les annonces promettaient des salaires de 5 000 dollars par mois pour des missions de garde, et pour la protection des installations syriennes de production d'énergie, au cours de la guerre civile syrienne. Les annonces ont attiré l'attention des anciens membres de l'OMON, SOBR, VDV et des Spetsnaz. Beaucoup d'entre eux avaient une expérience militaire issue de la guerre civile du Tadjikistan ou de la seconde guerre de Tchétchénie.

## Déploiement
Après un premier voyage à Beyrouth, au Liban, les mercenaires sont d'abord transférés à Damas, en Syrie, puis à la base militaire syrienne de Lattaquié. En octobre, le Corps slave avait un total de 267 mercenaires, divisé en deux compagnies qui étaient présentes à Lattaquié.
Les mercenaires sont équipés avec de l'équipement désuet, ce qui soulève des inquiétudes parmi les participants. Ils comprennent rapidement que le FSB et le gouvernement syrien ne sont pas impliqués dans l'opération. Le nouvel objectif du Corps slave est alors la garde des champs de pétrole de Deir ez-Zor. Au lieu des chars T-72 promis, les mercenaires reçoivent des bus blindés artisanaux. En route vers Deir ez-Zor, la colonne croise un hélicoptère de la force aérienne syrienne, qui entre en collision avec une ligne téléphonique et s'écrase sur un bus, blessant l'un des mercenaires.
Le 18 octobre 2013, la colonne reçoit l'ordre de renforcer les forces de l'armée syrienne dans la ville d'Al-Soukhna. Trois heures après son départ vers Al-Sukhnah, la colonne est attaquée. Beaucoup moins nombreux que leurs adversaires, les mercenaires regagnent leurs véhicules pendant une tempête du désert qui couvrait le champ de bataille. Pendant la bataille, six membres du corps slave sont blessés. Comme il n'avait pas atteint ses objectifs, le groupe est retourné en Russie. Immédiatement après leur arrivée à l'aéroport international de Vnoukovo, les participants sont arrêtés par le FSB, accusés d'avoir servi comme mercenaires, ce qui est un acte punissable en vertu de l'article 348 du code criminel russe. Bien que la société soit enregistrée à Hong Kong, les propriétaires sont également arrêtés.
Dmitri Outkine qui rejoint le Corps slave en Syrie, sera ultérieurement le fondateur du groupe Wagner.